# Histoire des Juifs à Vesoul

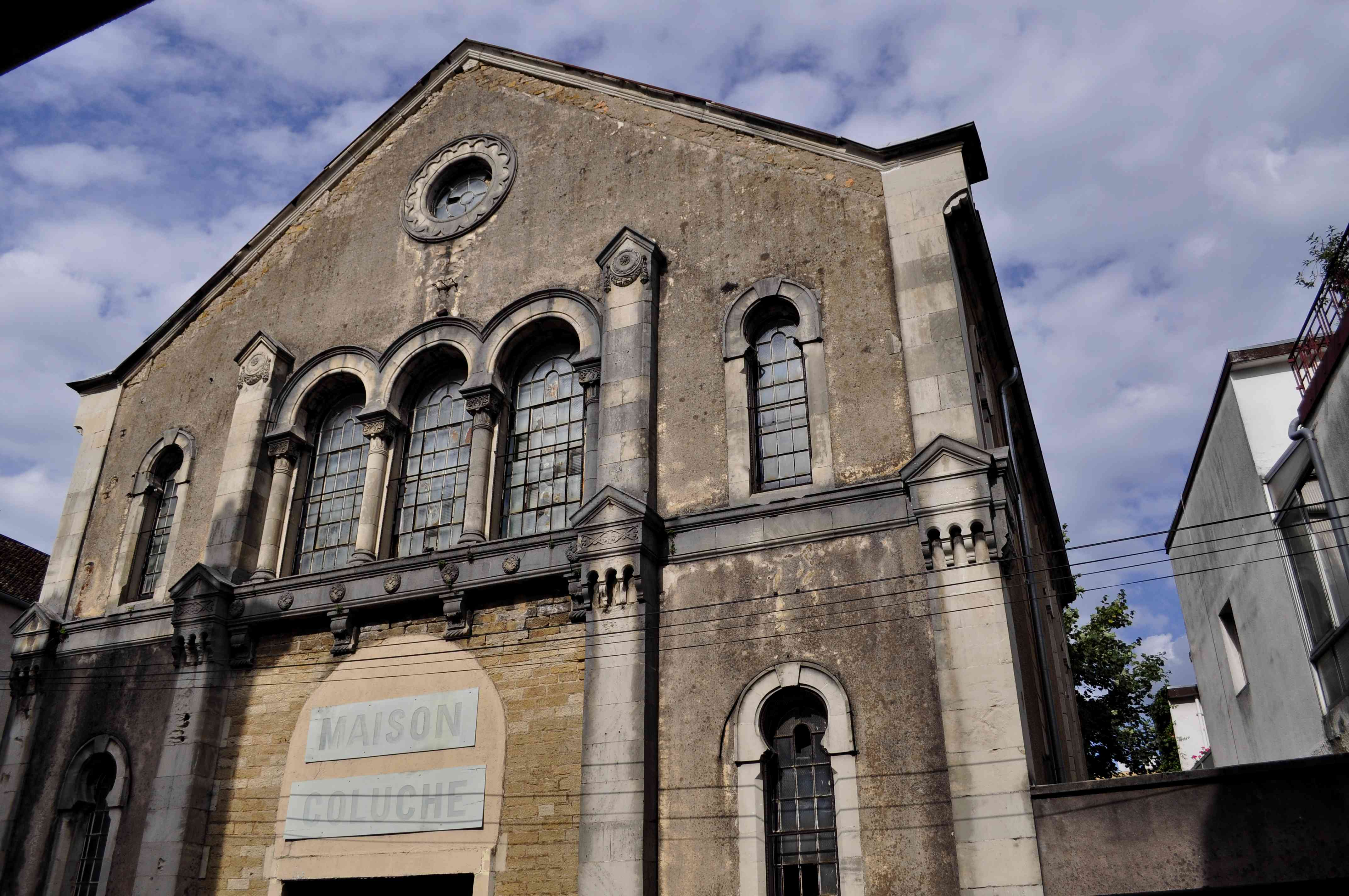
La synagogue de Vesoul

L'Histoire des Juifs à Vesoul débute au XIIIe siècle. C'est à cette époque que des commerçants juifs s'installent dans la ville et y tiennent plusieurs affaires. Plus tard, une épidémie de peste noire tue de nombreux habitants de Vesoul. Les Juifs sont accusés d'avoir empoisonné les puits de la ville et sont par la suite expulsés.
Dès la Révolution, les juifs sont autorisés à revenir en France. La communauté se reforme progressivement à Vesoul au cours du XIXe siècle puis dès 1870, suite de la guerre franco-prussienne, accueille de nombreux juifs fuyant l'Alsace. Le Consistoire de l’Est de la France est installé à Vesoul en 1872 et un grand-rabbinat est créé. Toutefois, il sera rétrogradé en rabbinat en 1896 pour finalement disparaitre au début du XXe siècle. A cette époque, les actions antisémites à Vesoul se multiplient ce qui amènera la ville à être l'un des principaux bastions de l'antisémitisme dans la région. La communauté juive de Vesoul perd progressivement de l'ampleur avant de disparaitre pendant la Seconde Guerre mondiale.
Le cimetière juif acquis dès 1832 et l'ancienne synagogue inaugurée en 1873, sont de nos jours les principaux vestiges de la communauté juive de Vesoul.

## Histoire

### Au Moyen Âge

#### Vesoul au centre d'une importante place bancaire

Le comté de Bourgogne

Au Moyen Âge, la ville de Vesoul se trouvait dans le comté de Bourgogne, qui est la partie de la Bourgogne qui relevait du Saint Empire romain germanique, et qui ne devient française qu'au XVIIe par le Traité de Nimègue.
La communauté juive de la ville est l'une des plus anciennes et l'une des plus importantes du comté de Bourgogne. Elle compte, au XIVe siècle, près d’une centaine de membres. Les Juifs de Vesoul sont à cette époque réputés pour leurs activités financières et commerciales. Parmi eux, Héliot de Vesoul, banquier et changeur dont les activités de commerce s'étalent au moins de 1296 à 1318. Héliot s'associe également avec des chrétiens pour transporter leurs productions et particulièrement les vins de leurs vignobles.

#### Le début des hostilités et l'expulsion des Juifs
En 1324, la comtesse Jeanne renvoie les Juifs de la ville et garde leurs biens. Elle donne, par ailleurs, à une de ses dames d’honneur, Mademoiselle de Lambrey, la maison du juif Elias (Héliot), qui est alors situé près de la synagogue. Certains Juifs échappent à l’ordre de quitter le territoire de la comtesse et restent dans le comté tout en payant une caution au seigneur. Les grands barons désapprouvent ces accusations aveugles contre les Juifs, mais à cette époque, à la suite de la trop grande importance de leurs dettes envers les Juifs, les barons ferment les yeux sur cette expulsion.
Les Juifs résidaient à Vesoul depuis déjà quelques siècles. Possédant plusieurs commerces, ils étaient très prospères, cependant le peuple de Vesoul les haïssait car ils attiraient l’attention. Tous les juifs du Comté détenaient leur chef principal à Vesoul[Quoi ?]. Une synagogue était anciennement située dans la Grande-Rue (actuellement rue Alsace-Lorraine), non loin de l’impasse de la Charité, où on pouvait apercevoir sur l’édifice des caractères hébraïques.
En 1347, la peste noire, comme ailleurs, se répand sur le comté et y tue presque la moitié de la population de la ville. Certains habitants accusent les Juifs d'avoir empoisonné l’eau des fontaines. Le peuple se révolte contre les Juifs. Par la suite, quatre-vingt Juifs du bailliage d'Amont sont capturés et fait prisonnier au château de Vesoul pendant 120 jours, du 31 octobre 1348 au 27 février 1349. Deux versions coexistent sur le sort des Juifs de la ville : la première déclare qu'on tortura puis tua 80 Juifs de la ville ; la deuxième, plus plausible, avance qu'ils ont simplement été expulsés de la région,.
Dans le royaume de France, les Juifs sont expulsés et leurs biens confisqués en 1394 par Charles VI. La communauté juive de Vesoul disparaît avant de se reformer au XIXè siècle.
Jusqu'à leur expulsion, les Juifs sont donc restés présents pendant environ deux siècles (1200-1400). La dernière mention d'un Juif à Vesoul est rapporté à l'année 1419.

### De la Révolution auXXesiècle

#### Le retour des Juifs à Vesoul
La Révolution permet aux Juifs de réintégrer la société française. En effet, par décret du 27 septembre 1791, la citoyenneté française est octroyée aux Juifs en France. Le XIXème siècle marque ansi le retour progressif des Juifs dans la ville de Vesoul, qui est devenue française en 1678 par le traité de Nimègue. En 1808, le Consistoire central israélite de France, une organisation centralisée du culte juif, est créée par Napoléon Ier. Les différentes communautés juives françaises locales ont l'obligation d'en faire partie.

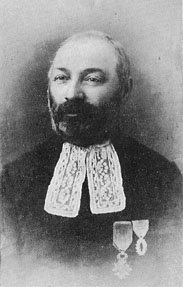
Le grand-rabbin Isaac Lévy officia à Vesoul de 1872 à 1887.

En 1832, la communauté juive de Vesoul fait l'acquisition d'un terrain situé à l'écart de la ville et y construit un cimetière israélite, le premier recensé dans l'histoire de Vesoul. Les premières inhumations ont lieu en 1837-1838. Le 25 novembre 1852, un décret autorise la construction d'une synagogue dans la rue du Breuil. En 1854, la communauté juive fonde une société de bienfaisance a destination des pauvres à Vesoul et en 1855, on fait l'acquisition d'un nouveau terrain pour agrandir le cimetière. Par décret du 23 novembre 1859, le consistoire de Colmar est autorisé à créer une synagogue dans la maison située 27 rue du Breuil à Vesoul.

#### L'accueil des réfugiés et la création du consistoire
Après la guerre franco-prussienne de 1870, beaucoup de Juifs émigrent d'Alsace vers l'Est de la France pour garder la nationalité française et certains choisissent Vesoul.
Le 1er juillet 1872, la ville accueille le grand-rabbin Isaac Lévy, qui a quitté l’Alsace en raison de l'annexion de sa région. Le gouvernement français accepte la proposition du consistoire central de transférer le grand rabbinat de Colmar à Vesoul. C’est alors qu’est créé en 1872 le consistoire de l'Est, avec pour siège Vesoul et auquel sont adjointes les communautés des régions alentour (vosgienne, franc-comtoise, bourguignonne...). Vesoul est alors l'un des huit consistoires israélite français, avec notamment Lyon et Bordeaux. En 1872, trente-trois à trente-quatre familles juives sont recensées à Vesoul, ce qui constitue entre 120 à 180 personnes, pour une population vésulienne d'environ 8 000 habitants.
En 1872-1873, une synagogue est construite sur un terrain donné par la ville situé rue du Moulin-des-Prés, en dehors de l'enceinte historique de la cité. Le 17 septembre 1873, l'édifice est inauguré en présence notamment du maire de Vesoul Alphonse Noirot et du rabbin Isaac Lévy,. En 1886, le cimetière juif de Vesoul est agrandi.
Après le départ d'Isaac Lévy pour Bordeaux en 1887, le poste de rabbin de Vesoul reste vacant. Le rabbin de Belfort Moïse Metzger y vient assuré l'intérim pendant six mois. Le 24 avril 1888, le grand-rabbin Moïse Schuhl, qui occupait jusqu'alors le poste à Saint-Étienne, est nommé à Vesoul. Par décret du 4 mars 1896, le consistoire de l'Est est déplacé à Épinal ; le grand rabbin Moïse Schuhl y est donc muté. Ce consistoire aura siégé pendant 24 ans à Vesoul,. En 1896, Vesoul compte 126 Juifs, sur une population d'environ dix mille habitants.
Après la suppression du grand-rabbinat de Vesoul, un simple rabbinat est institué. Deux candidatures au poste de rabbin se manifestent, celle d'Isaac Schwartz et de Paul Haguenauer,. C'est finalement celle d'Isaac Schwartz qui est retenu dès 1897.

#### L'antisémitisme vésulien et la fin du rabbinat
Pour un article plus général, voir Antisémitisme en France.
À la fin du XIXe siècle, la mouvance antisémite prend de plus en plus d'ampleur à Vesoul, favorisée par l'affaire Dreyfus qui résonne dans le pays. Les attaques contre les Juifs s'enchaînent : on rapporte notamment que les vitrines d'un magasin appartenant à un commerçant juif ont été brisées en janvier 1898. En janvier 1899, un journal antisémite du nom de Vesoul antijuif , qui paraît à 500 exemplaires, voit même le jour dans la cité. Ce mensuel publie notamment des chansons et poèmes antisémites. Après 19 numéros parus, le journal disparaît en juillet 1900. Ce fut alors le seul périodique franc-comtois consacré à l'antisémitisme,. De plus, un « comité antisémite de Vesoul », menant des actions ouvertement anti-juifs, est créé.
Au début du XXème siècle, la ville élit un maire antidreyfusard à la tête de sa municipalité : le républicain Harold Fachard, ancien député de Haute-Saône.

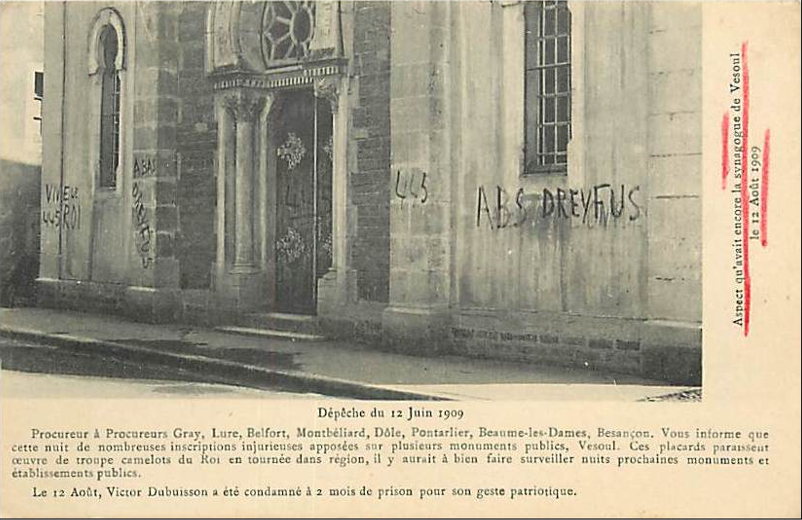
Graffitis antidreyfusards sur la synagogue de Vesoul (1909)

En 1903, Justin Schuhl est élu rabbin de Vesoul. Cet instituteur alsacien a notamment pu bénéficier de l'aura de son frère Moïse Schuhl, grand-rabbin de Vesoul quelques années auparavant. Le 31 janvier 1904, le journaliste Hubert Bailly, originaire des Vosges mais établi à Vesoul depuis 1890, fonde La Brigade de fer, journal du nationalisme intégral ayant son siège au 40 rue du Breuil,. Apparenté à l'Action française, cet hebdomadaire est également ouvertement antisémite. La Brigade de fer fut finalement supprimé en 1914.
Justin Schul quitte son poste de rabbin de Vesoul en 1908 pour par la suite prendre un poste a Nimes. Le rabbinat de Vesoul semble avoir été dissout après le mandat de Justin Schuhl, suppression accentuée par la loi de séparation de l'Église et de l'État de 1905.
Dans la nuit du 11 au 12 juin 1909, la synagogue est victime de graffitis antydreyfusard,. Ces graffitis mentionnent « À bas Dreyfus », « Vive le Roi » ainsi que le nombre « 445 », qui est le numéro de l'article du Code d'instruction criminelle que les anti dreyfusard prétendaient qu'il avait été violé lors de la seconde révision du procès Dreyfus en 1906. L'auteur de ce vandalisme n'est d'autre que Victor Dubuisson, journaliste au journal conservateur Le Réveil de la Haute-Saône.

### DuXXesiècleà nos jours
Après le décès du maire de la ville Paul Morel dans un accident de train en fin d'année 1933, René Weil, membre du conseil municipal et de confession juive, est élu maire de Vesoul. Il est réélu en 1935 lors des élections municipales.

#### Les ravages de la guerre
En juin 1940, les Allemands occupent Vesoul. Le conseil municipal de Vesoul propose à René Weil, de confession juive, de quitter son poste de maire le 14 juin 1940. Un recensement de tous les Juifs des communes du département est ordonné par la police allemande à Vesoul, le 15 octobre 1940. Ce recensement départemental est réalisé par le préfet de la Haute-Saône. La police allemande ordonne également d'installer sur toutes les façades des entreprises et commerces juifs une affiche jaune avec l'inscription en lettres noires « Judisches Geschäft » (ce qui signifie « Entreprise juive »).
À cette époque, de nombreux Juifs quittent la zone occupée pour échapper à la menace et se cacher. La première arrestation dans la ville d’un Juif a lieu le 4 mars 1942. Il se nommait Steffens Simmons et résidait 45 rue Gérôme. En 1944, René Weil retrouve son poste de maire jusqu'en 1945. 
Au total, on estime a 104 le nombre de Juifs du département exterminés dans les camps nazis.
En raison du régime de Vichy et de la Shoah, la communauté juive de Vesoul diminue considérablement à la fin de la guerre. La synagogue est notamment désaffectée.

#### La disparition de la communauté
Après la guerre, la communauté juive de Vesoul apparaît décimée. L'historien juif Serge Klarsfeld déclare a propos de la population juive locale :

« Je suis allé à plusieurs reprises à Vesoul, plus de juifs, la synagogue a disparu et tous ces juifs de vieille souche ont disparu comme dans un schtetel de l'Europe orientale : adieu les Aaron, les Bauer, les Bloch, les Cahn, les Cerf, les Dreyfus, les Lévy, les Meyer, les Ullmann, les Weil, ils sont partis vers l'Ouest vers les camps de Drancy, puis vers l'Est, vers les chambres a gaz. »

En 1986, les membres restant de la communauté juive de Vesoul demanda à la mairie de se charger de l'entretien du cimetière, en échange d'une indemnité financière, ce que la municipalité accepta par lettre du 14 novembre 1986. Une association communautaire est notamment créée cette année là.
Au début du XXIe siècle, le patrimoine de l'architecture israélite de la ville est petit à petit délaissé : le cimetière juif de Vesoul est laissé à l'abandon et l'ancienne synagogue est mise en vente en 2011. Toutefois, en 2023, face a l'état avancé de détérioration du cimetière juif, la mairie décide de procéder a une restauration : les tombes sont défrichées et un recensement des sépultures est effectué,.
Aujourd'hui, la communauté juive de la ville est considérée comme éteinte. Peu de mentions ne sont faites de ses membres dans le cadre d'activités confessionnelles ou même non confessionnelles. Des enterrements ont épisodiquement lieu au cimetière juif local. Des cérémonies de commémoration des juifs décédés durant la guerre sont chaque année organisées au cimetière juif, où une stèle a été installée,.
L'histoire de la communauté juive de Vesoul fait occasionnellement l'objet de recherches historiques locales, notamment dans le cadre de projets pédagogiques ou de visites touristiques de son patrimoine ou de visites guidées de son patrimoine bâti.

## Patrimoine israélite vésulien

### Patrimoine architectural

#### Synagogue

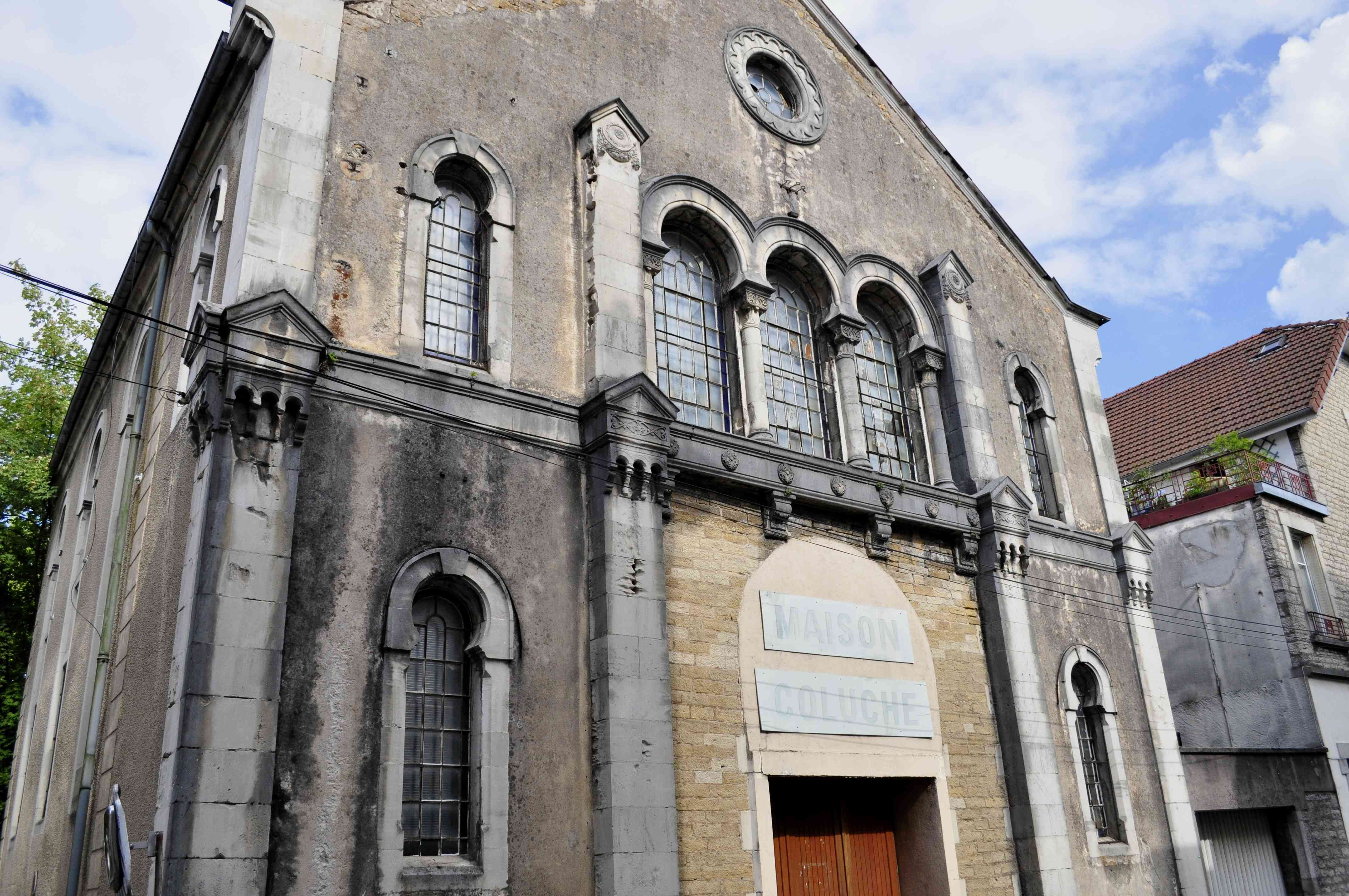
La synagogue de Vesoul, construite rue du Moulin dès-Prés

Au Moyen Âge, une synagogue se situait dans l'historique Grande-Rue (qui est l'actuelle rue Alsace-Lorraine), non loin de l’impasse de la Charité. On pouvait encore apercevoir au XVIe siècle sur l’édifice des caractères hébraïques.
En 1873, une synagogue est inaugurée dans l'actuelle rue du Moulin des Prés sur les plans de l'architecte Charles Dodelier. Désaffectée en 1945, elle est utilisée comme local commercial de 1986 à 2011. Elle fait l'objet d'une inscription au titre des monuments historiques par arrêté du 5 décembre 1984. D'architecture mauresque, elle est de forme rectangulaire, avec une abside, à l'arrière de l'entrée. Les deux côtés disposent de tribunes.

#### Cimetière juif

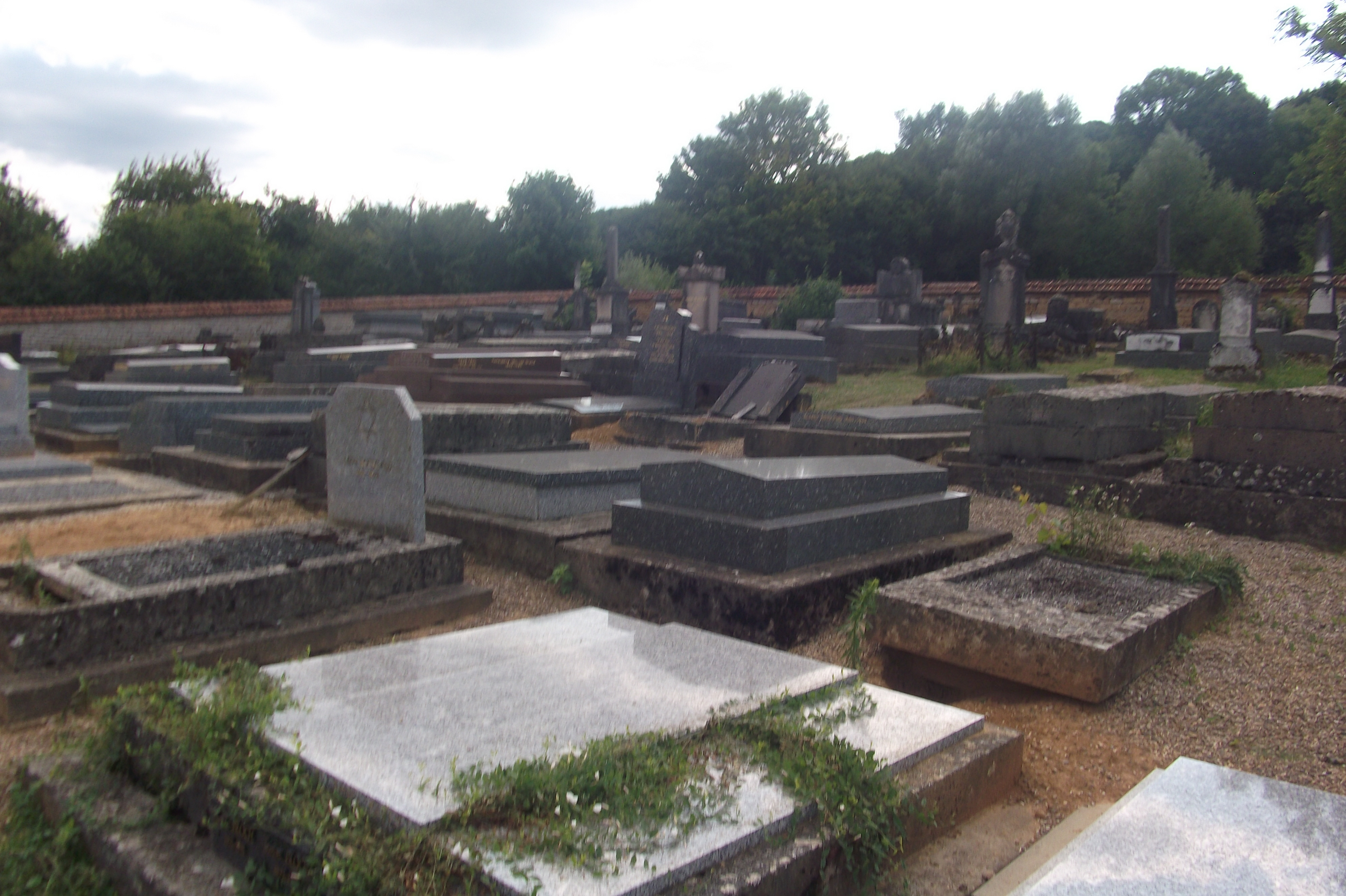
Le cimetière juif de Vesoul, acquis dès 1832.

Le cimetière juif de Vesoul est situé dans l'Est de la ville, à un kilomètre du centre historique. Il abrite environ 350 sépultures, sur une superficie de 18,5 ares,.
Acquis dès 1832 par la communauté israélite locale, le cimetière a progressivement été agrandi, d'abord en 1845, puis en 1886. Par la suite, la communauté juive de Vesoul perdit de l'ampleur et demanda à la mairie de se charger de l'entretien du cimetière, en échange de rétribution financière. Au XXIe siècle, le cimetière est fermé au public, bien que des inhumations y aient encore occasionnellement lieu.

### Patrimoine mémoriel
Quelques témoignages et traces relatives à la communauté juive locale subsistent tels que le monument de la place du Moulin des Prés, situé a proximité de la synagogue de Vesoul, qui est orné d'inscriptions hébraïques.
A Vesoul, quelques voies de la ville ont été nommées en hommage à des figures juives liées à la ville ; on peut notamment citer le quai René-Weil, quai du Durgeon situé centre de la ville, nommé en hommage à l'ancien maire de Vesoul et la rue Lucie-et-Raymond Aubrac inaugurée le 10 juin 2011. De même, le passage du banquier Hélie commémore le nom du commerçant juif du Moyen-Age. 
En péripherie de Vesoul, dans la commune d'Échenoz-la-Méline, une voie urbaine porte le nom de Rue des Juifs.

## Personnalités juives liées à Vesoul

### Juifs vésuliens

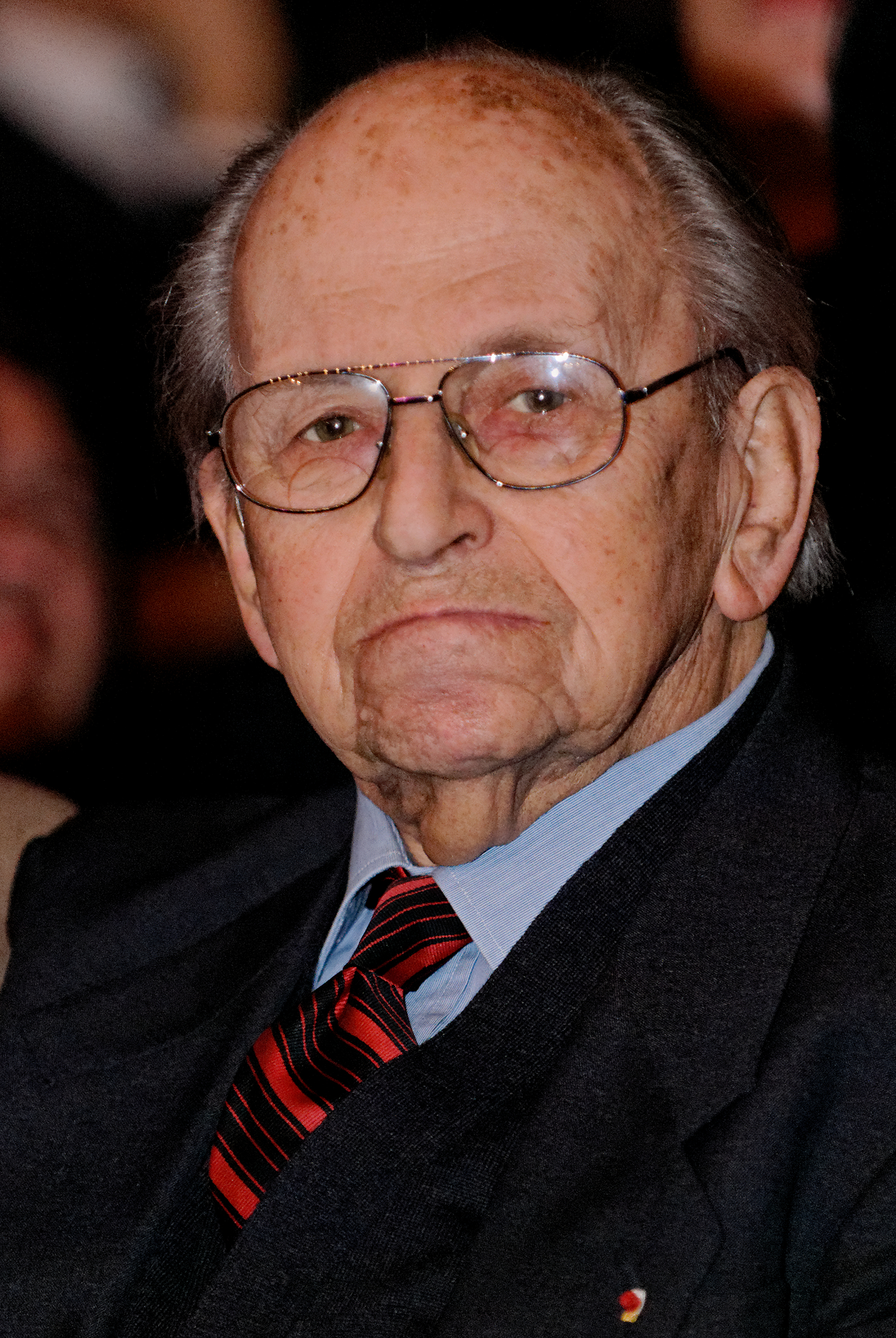
Raymond Aubrac

Parmi les principales figures juives vésuliennes, se trouvent Raymond Aubrac, illustre résistant sous l'Occupation allemande et au régime de Vichy pendant la Seconde Guerre mondiale. Né le 31 juillet 1914 au numéro 29 de la rue d'Alsace-Lorraine à Vesoul, il est le fils de commerçants juifs aisés et propriétaires d'un magasin de confection à Vesoul,. Scolarisé dans les classes primaires du lycée Gérôme, il restera jusqu'à l'âge de neuf ans à Vesoul. En 1992, il est nommé citoyen d'honneur de la ville de Vesoul,.
Maire de Vesoul de 1934 à 1940, René Weil naquit à Vesoul le 7 janvier 1884, rue Gérôme. D'abord membre du conseil municipal, il est élu maire de Vesoul en 1934, puis réélu en 1935. Au cours de son mandat, de nombreux projets sont concrétisés : création d'un nouvel hôpital, installation d'un réseau d'eau potable et d'un éclairage public moderne etc. Au début de la guerre, il démissionne de son poste pour le reprendre brièvement a la fin du conflit. Il meure finalement à Vesoul en 1955 et repose désormais dans le cimetière juif de la ville.
Né le 9 octobre 1870 à Balbronn, Isaac Schwartz a été rabbin de Vesoul de 1897 à 1902. Décédé le 26 juillet 1918 à Vesoul, il est aujourd'hui enterré au cimetière juif de Vesoul. La romancière et artiste Myriam Ben, juive d'Algérie, est également décédée à Vesoul. Le résistant Juif Georges Dreyfus (1901-1944) et l'artiste peintre Laurence Lévy-Bloch (1874-1955) sont quant à eux natifs de Vesoul. L'ancien préfet de la Haute-Saône Eugène Léon Sée, de confession juive, fréquenta la synagogue lorsqu'il travaillait à Vesoul entre 1887 et 1891.
Historiquement, les premières personnalités juives de Vesoul sont les Juifs qui ont habité la ville au Moyen Âge, dont Héliot de Vesoul, banquier influent qui conduit des opérations bancaires dans une multitude de territoires. Probablement né vers 1265-1270, les activités bancaires de Héliot s'étalent au moins de 1296 jusqu'à 1318, voire plus tard. En 1315, Héliot de Vesoul fait partie des syndics des Juifs de la langue d'oïl qui négocièrent le retour en France des Juifs qui avaient èté expulsés en 1306. D'autres personnalités historiques sont liées a Vesoul tels que Manessier de Vesoul, responsable et porte-parole juif. Certainement né entre 1300 et 1320, il est notamment receveur principal royal pour les Juifs en langue d'oïl,. Savant juif du Moyen Âge, Hacquin de Vesoul est médecin des ducs de Bourgogne, notamment de Philippe le Hardi et Jean sans Peur,.

### Rabbins
Il est vraisemblable qu'un rabbinat exista à Vesoul au Moyen-Age. Les sources sur ce supposé rabbinat sont maigres, bien qu'un rabbin du nom de Hayyim ben Jacob est mentionné vers la fin du XIIIe siècle.
Le rabbinat contemporain de Vesoul - qui eut également le statut de grand rabbinat - voit le jour en 1872, puis disparaît dans la première moitié du XXe siècle. Le premier rabbin est Isaac Lévy, qui a d'ailleurs eut le mandat le plus long (quinze années). Par ailleurs, Isaac Lévy et Moïse Schuhl avaient le titre honorifique de grands-rabbins, au temps du consistoire.
Voici la liste des rabbins mentionnés par les archives :
- 1872 - 1887 : Isaac Lévy[77]
- 1887 - 1888 : Moïse Metzger (intérim)[78]
- 1888 - 1896 : Moïse Schuhl[79]
- 1897 - 1902 : Isaac Schwartz[26]
- 1903 - 1908 : Justin Schuhl[80]